# Ráth Mór

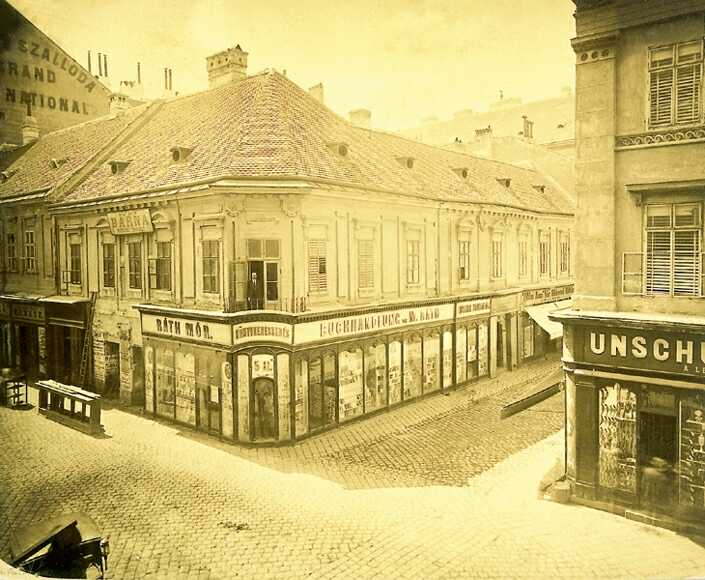
Ráth Mór könyvkereskedése

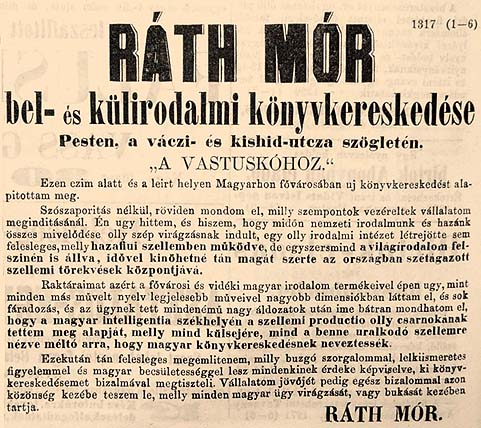
Ráth Mór könyvkereskedésének célja

Ráth Mór (Szeged, 1829. június 29. – Budapest, 1903. február 5.) könyvkereskedő és könyvkiadó; Ráth György és Ráth Károly testvére.

## Életpályája
Ráth Mór  Szegeden majd a bécsi Politechnikum kereskedelmi osztályán tanult, ahol a könyvkereskedelmi pályához szükséges előképzettséget szerezte. 1846-tól a  pesti Geibel könyvkereskedés alkalmazottja lett. Részt vett a szabadságharcban, 1849-ben belépett Görgey seregébe, melyet Világosig kísért. A szabadságharc után kikerülte az osztrák hadseregbe való besoroztatását és pályáját Geibelnél folytathatta. Ez időben irodalmi kísérletei szorosabb viszonyba hozták őt az akkor már Pesten gyülekező irodalmi körökkel. Több évet a legelőkelőbb külföldi könyvkereskedésekben töltött.  Hazatérve 1857-ben könyvkereskedést nyitott Pesten, később kiadói tevékenységbe fogott. A cenzúrát kijátszva hamis címeken terjesztette Széchenyi István Blickjét, Horváth Mihály Magyar függetlenségi harc genfi kiadását. A magyar szellemi arisztokrácia, az 1848 előtti nagy politikai tekintélyek, Deák Ferenc, Eötvös József báró, az emigráció hazatért tagjai Ráth Mór könyvkereskedésében adtak egymásnak találkát, itt érlelődött meg az akkori politikai törekvések irodalmi része. 1861-ben a Rottenbiller Lipót polgármestersége alatt szabadon választott 100 tagból álló első városi képviselő-testület tagja lett.

### Kiadói tevékenysége
Kiadói tevékenysége éveken át kiemelkedő jelentőségű volt; kiadványainak mind száma, mind értéke túlhaladta a legtöbb más magyar könyvkiadóét, és különösen a magyar klasszikus írók kiadásával (Vörösmarty Mihály, Eötvös József, Arany János, Tompa Mihály) elévülhetetlen érdemeket szerzett magának a magyar irodalom körül. Az írói tiszteletdíjat oly fokra emelte, hogy egy magyar kiadó sem volt képes vele versenyezni; kiadványainak külső kiállítására is a legnagyobb gondot fordította. Több ezer kötetet meghaladó kiadványai élő tanúi tevékenységének.

Az 1873. bécsi világkiállításon az ő áldozatkészsége révén volt a magyar irodalom fényesen képviselve, mely alkalommal kiadványait a legfőbb elismeréssel tüntették ki. Az 1885. évi országos kiállításon szintén a legnagyobb kitüntetést nyerte el, a millenniumi kiállítás alkalmával pedig a zsűri legnagyobb díját, a millenniumi nagy érmet kapta.
Szépirodalmi alkotásokon kívül tudományos munkákat is megjelenítettet. Jól jövedelmező állami megbízásokat kapott, de jótékonyan ajándékozta is könyveit intézményeknek. Többek között a szegedi árvíz alkalmával szülővárosának ajándékozta összes kiadásainak egy-egy példányát. Az 1890-es évek végén felhagyott a kiadói munkával. Élete végén elméje elborult. Kiadványainak joga 1904-ben a Franklin Társulathoz került.

## Fontosabb kiadványai
- Edward Gibbon: A Római Birodalom hanyatlásának és bukásának története
- Nagy Iván: Magyarország családai czímerekkel és nemzékrendi táblákkal. Pest: Ráth Mór. 1857–1868.
- Gyulai Pál Vörösmarty életrajza
- Arany János balladái, Zichy Mihály rajzaival, páratlan díszmű facsimile-kiadásban
- Arany János összes munkái, hátrahagyott iratai és levelezése, fényes emlék-, dísz- és jutányos kiadásokban
- Nibelung-ének, fordította Szász Károly, Schnorr Gyula világhírű rajzaival
- Teleki Sámuel gróf felfedező útja Kelet-Afrika egyenlítői vidékein 1887-1888, 179 eredeti felvételek után készült rajzzal s színnyomatú térképpel
- Eötvös József báró összes munkái, első teljes díszkiadás, jogosított magyar kiadásban
- Shakespeare színműveinek illusztrált nagy díszkiadása 6 kötetben
- Horváth Mihály Huszonöt év Magyarország történelméből
- Horváth Mihály Magyarország függetlenségi harcának története 1848-49
- Tompa Mihály összegyűjtött költeményei
- Törvények és rendeletek hivatalos kiadása az ország minden nyelvén
- A Családi Könyvtár néhány száz kötete
- Budapesti Szemle 1878-ig